# Bandeira de Cedro (Ceará)
A Bandeira de Cedro é um dos símbolos oficiais do município de Cedro, estado do Ceará, Brasil.

## História
Criada em 14 de Dezembro de 1967, pela Lei nº 046/67, a Bandeira de Cedro, foi redesenhada pela Lei 070/2003, aprovada em 16 de Janeiro de 2003, tendo sido alterado o artigo 1° da Lei Municipal n°046/67, que cria a Bandeira do Município.

## Descrição
Seu desenho consiste em um retângulo de fundo verde sobreposto por um triângulo isósceles em ouro cuja base está voltada para o lado esquerdo (mastro). O triângulo tem a base com a mesma medida da largura total da bandeira e, em seu interior há uma representação do mapa do município em verde e, dentro do mapa, a representação de uma pluma de algodão. No campo verde, acompanhando o contorno do triângulo e com as bases voltadas para este, há sete estrelas de cinco pontas em ouro. Além dessas estrelas há uma outra de cinco pontas de mesma cor no campo verde com uma das pontas voltadas para o lado direito.

## Simbolismo
A estrela maior representa a Sede do Município e as menores os seus Distritos. A Lei que cria a bandeira diz, em seu texto “As Estrelas de que trata o 1º artigo em seu 1º parágrafo, representa: a Maior, a Sede do Município, as menores, os Distritos de Várzea da Conceição, Lagedo, São Miguel, Candeias, Santo Antonio, Assunção e Caiana.